# (2934) Аристофан
(2934) Аристофан (лат. Aristophanes) — астероид главного астероидного пояса, который принадлежит к тёмному спектральному классу C и входит в состав семейства Веритас. Он был открыт 25 сентября 1960 года бельгийскими астрономами К. Й. ван Хаутеном, И. ван Хаутен-Груневельд и Томом Герельсом в ходе обзора PLS и назван в честь Аристофана, древнегреческого комедиографа.